# Schizoprymnus dauricus
Schizoprymnus dauricus är en stekelart som beskrevs av Telenga 1941. Schizoprymnus dauricus ingår i släktet Schizoprymnus och familjen bracksteklar. Inga underarter finns listade i Catalogue of Life.